# 2009 aux Philippines
Cet article présente les faits marquants de l'année 2009 aux Philippines.

## Évènements

### Janvier
- Jeudi 15 janvier 2009, Jolo : Trois travailleurs humanitaires de la Croix-Rouge (CICR) — un Suisse (Andreas Notter), un Italien (Eugenio Vagni) et une Philippine (Mary Jean Lacaba) — sont enlevés par des hommes armés du groupe fondamentaliste islamiste Abu Sayyaf. Le chauffeur de la voiture ainsi que deux collaborateurs locaux du CICR ont été relâchés.

### Mars
- Mardi 17 mars 2009, Jolo : Trois soldats sont morts et 19 autres ont été blessés après deux jours de combats pour libérer trois membres du Comité international de la Croix Rouge (CICR) enlevés depuis deux mois dans le sud de l'archipel par des rebelles islamistes. L'armée accuse le groupe islamiste Abou Sayyaf d'être responsable des rapts.

- Vendredi 27 mars 2009, Mindanao : 20 séparatistes musulmans et 7 soldats philippins ont été tués lors de combats dans le sud des Philippines, au cours d'une visite dans la région de la présidente Gloria Arroyo. Un groupe d'une soixantaine de rebelles du Front Moro islamique de libération (MILF) ont attaqué une patrouille près de la ville de Mamasapano près de la capitale provinciale Cotabato, où était prévue une visite de la présidente Gloria Arroyo, qui a cependant effectué sa visite, malgré l'intensification des combats.

- Mardi 31 mars 2009, Jolo : L'état d'urgence est décrété sur l'île où des rebelles islamistes ont menacé de décapiter l'un des trois membres du Comité international de la Croix Rouge (CICR) qu'ils détiennent.

### Avril
- Jeudi 2 avril 2009, Jolo : L'otage philippine du Comité international de la Croix-Rouge (CICR), Mary Jean Lacaba,  retenue dans le sud des Philippines par des rebelles islamistes a été libérée. Il n'y a pas de nouvelles du sort réservé aux deux autres otages, enlevés en même temps, par le groupe Abu Sayyaf, proche d'Al-Qaida, l'italien Eugenio Vagni et le suisse Andreas Notter.

- Vendredi 3 avril 2009 : L'OCDE décide de retirer les Philippines de la liste noire des paradis fiscaux, un jour après l'y avoir inscrit. après que le secrétaire général de l'OCDE, Angel Gurría, a reçu « une lettre du ministre des Finances, l'informant que les Philippines adoptait officiellement les normes de l'OCDE sur la transparence et l'échange d'informations, tel que stipulé dans la version 2005 de l'article 26 de la convention de l'OCDE en matière fiscale ».

### Juin
- Jeudi 4 juin 2009, Mindanao : L'armée a tué 13 rebelles séparatistes musulmans du Front Moro islamique de libération (MILF) après l'attaque de deux avant-postes militaires sur l'île de Mindanao. 5 soldats ont été blessés. L'armée a  mené des raids aériens sur des positions des rebelles dans la ville de Guindulungan, poussant les civils à fuir les combats. Le MILF qui revendique environ 12 000 membres, a été créé il y a une dizaine d'années et entend créer un État musulman dans le sud de l'archipel.

- Jeudi 11 juin 2009, Jolo : Des affrontements, près de la ville de Indanan, sur l'île méridionale de Jolo, cause la mort de 2 soldats du corps des marines et 6 rebelles musulmans du groupe terroriste Abou Sayyaf qui retient en otage depuis près de cinq mois un employé italien de la Croix-Rouge, Eugenio Vagni (62 ans). Le groupe Abou Sayyaf s'est spécialisé dans les enlèvements d'étrangers et de chrétiens avec demande de rançon.

- Dimanche 14 juin 2009, Mindanao : Un puissant séisme de magnitude 6,1 s'est produit au large de l'île.

- Mardi 23 juin 2009 :  La tempête tropicale, « Nagka », fait au moins 5 morts et 7 blessés dans la zone centrale (île d'Alabat et Cebu).

- Lundi 29 juin 2009, Mindanao : Deux bombes ont explosé matin dans un bar à Datu Saudi Ampatuan, faisant 3 morts et 15 blessés.

### Juillet
- Dimanche 5 juillet 2009, Mindanao : L'explosion d'une bombe devant la cathédrale de l'Immaculée Conception à Cotabato, a fait 6 morts, dont 2 soldats, et plus de 50 blessés dont beaucoup de femmes et d'enfants. L'engin a explosé alors que des fidèles sortaient de la messe. La police attribue cet attentat aux rebelles séparatistes musulmans du Front Moro islamique de libération (MILF).

- Lundi 6 juillet 2009, Jolo : Deux attentats à la bombe ont fait 6 morts et 40 blessés. La police attribue la responsabilité des attaques au groupe islamiste Abou Sayyaf. La première bombe a visé un centre commercial de Jolo (6 morts, 30 blessés) et la deuxième à Iligan une jeep militaire (10 blessés dont 3 soldats). Une troisième bombe a été trouvée et désactivée près de la cathédrale du Mont Carmel[1].

- Mercredi 8 juillet 2009, Manille : Le typhon Molave a paralysé la capitale frappée par de gigantesques inondations puis a touché les îles Batan. 4 000 personnes ont été déplacées[2].

- Lundi 27 juillet 2009, Manille : Quelque 10 000 manifestants ont défilé pour contester la politique de la présidente  Gloria Macapagal Arroyo. Ils l'accusent de vouloir modifier la Constitution de 1987 pour se maintenir au pouvoir. En plus de 8 ans La présidente a fait face à quatre tentatives de coup d'État et quatre procédures de destitution[3].